# Piratpartiet (Tjeckien)

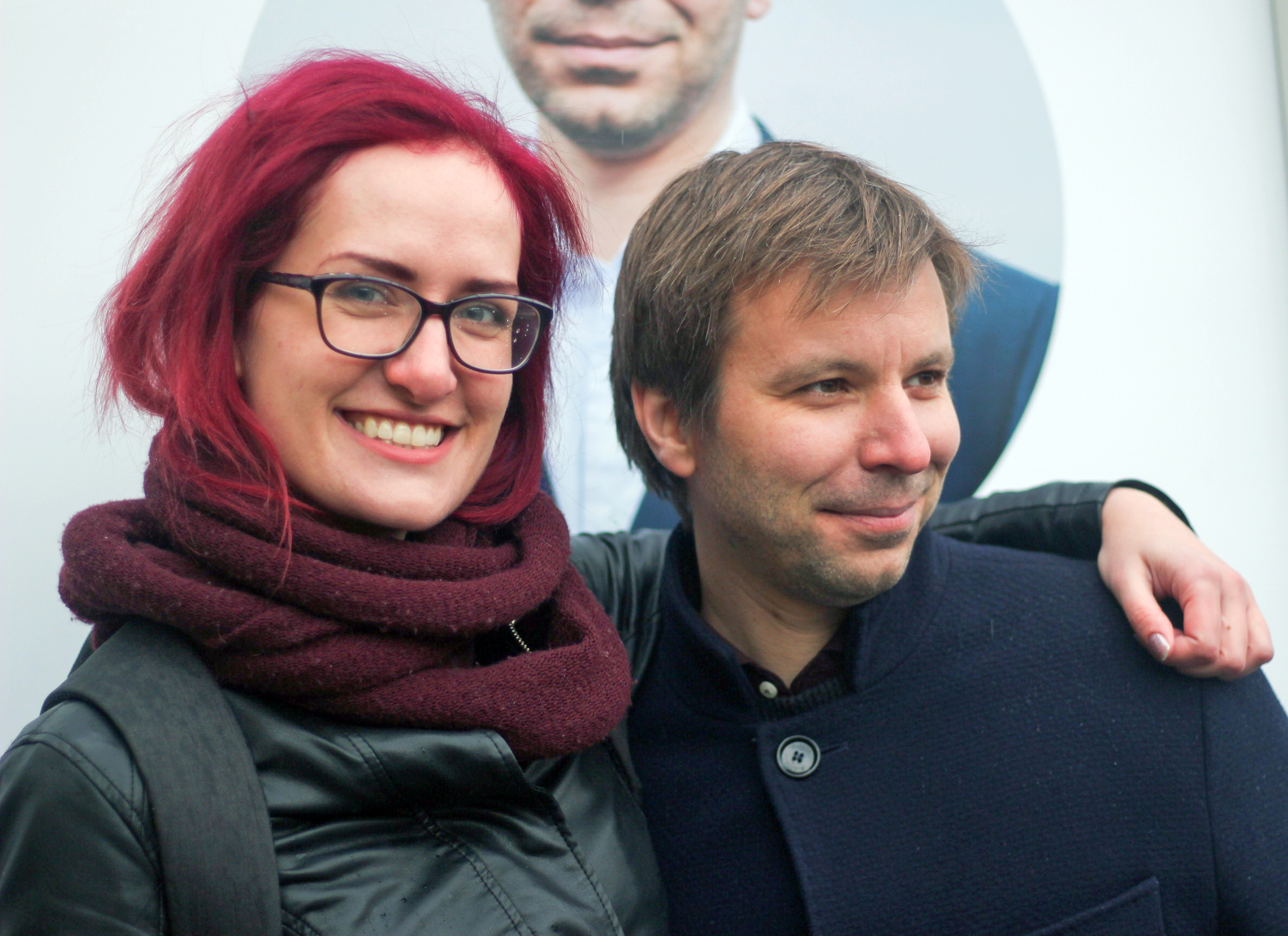
Piratpartisterna och EU-parlamentarikerna Markéta Gregorová (till vänster) och Marcel Kolaja (till höger) efter EU-valet 2019

Tjeckiska Piratpartiet (tjeckiska: Česká pirátská strana) är ett liberalt och progressivt politiskt parti i Tjeckien som har piratideologin som grund. Partiet fokuserar bland annat på IT-politik, transparens och öppenhet, förenkling av byråkratin, upphovsrätt, motstånd mot övervakning och anti-korruption. 
Partiet växte explosionsartat under de första åren efter starten (2009). Redan i det tredje parlamentsvalet kom man in i parlamentet (underhuset) med exceptionellt höga siffror (ca 11 procent). 
I valet till underhuset 2021 backade partiet rejält, men å andra sidan fick man nu plats i regeringen. 
Partiet är också invalt till EU-parlamentet och sitter även i några kommunfullmäktige. Partiledare under flera år var människorättsaktivisten Ivan Bartoš. I november 2024 blev det ett skifte och den nye ledaren sedan dess är Zdeněk Hřib . 

## Politik

### EU-politik
Partiet är allmänt EU-positiva, det är alltså inte ett EU-skeptiskt eller EU-kritiskt parti. Däri ingår bland annat det övergripande att de menar att Tjeckien bör kvarstå i EU. Partiet stöder också ett tjeckiskt medlemskap i NATO. Dock har partiet samtidigt också kritiserat NATO:s agerande, närmare bestämt när NATO-medlemmar agerat militärt utan stöd av FN-resolution. Partiet vill inte att NATO eller NATO-länder agerar militärt utanför NATO-territorier utan detta, dvs utan stöd i FN-resolution.

## Valhistorik

### Tjeckiens parlament

#### Underhuset
| År   | Ledare      | Röster                                        | Procent                                       | Platser/mandat |
| ---- | ----------- | --------------------------------------------- | --------------------------------------------- | -------------- |
| 2010 | Ivan Bartoš | 42,323                                        | 0.8                                           | 0/200          |
| 2013 | Ivan Bartoš | 132,417                                       | 2.66                                          | 0/200          |
| 2017 | Ivan Bartoš | 546,393                                       | 10.79                                         | 22/200         |
| 2021 | Ivan Bartoš | Gemensam valsedel med Pirater och borgmästare | Gemensam valsedel med Pirater och borgmästare | 4/200          |